# Andrée P. Boucher
Andrée P. Boucher, född Andrée Plamondon, 31 januari 1937, död 24 augusti 2007, var borgmästare i Québec sedan 2006. Hon var tidigare borgmästare i Sainte-Foy från 1985 fram till att Sainte-Foy införlivades med Québec 2001.